# Stoliczka insignis
Espèce
Stoliczka insignis est une espèce d'araignées aranéomorphes de la famille des Pisauridae.

## Distribution
Cette espèce est endémique du Pendjab au Pakistan,. Elle se rencontre vers Murree.

## Description
La femelle décrite par Marusik et Nadolny en 2018 mesure 10 mm, les femelles mesurent de 8 à 10,6 mm.

## Publication originale
- O. Pickard-Cambridge, 1885 : Araneida. Scientific results of the second Yarkand mission. Calcutta, p. 1-115 (texte intégral).